# Dżiadżak Dżakeli
Dżiadżak Dżakeli gruz. ჯიაჯაყ ჯაყელი – cesarzowa Trapezuntu, żona Aleksego II Komnena. 

## Życiorys
Była córką gruzińskiego księcia Beki I, atabega Samcche. Jej ślub odbył się około 1330 roku. Z Aleksym mieli sześcioro dzieci:
- Andronik III Wielki Komnen, cesarz Trapezuntu 1330-1332
- Bazyli Wielki Komnen, cesarz Trapezuntu 1332-1340
- Michał Anachutlu, zamordowany z rozkazu Andronika III w 1330
- Jerzy Achpugas, zamordowany z rozkazu Andronika III w 1330
- Anna Anachutlu, cesarzowa Trapezuntu 1342-1344
- Eudokia, która wyszła za muzułmańskiego emira Synopy.